# Оливейра, Антониу Коррейя де
Анто́ниу Корре́йя де Оливе́йра (порт. António Correia de Oliveira; до реформы 1911 года порт. António Corrêa d’Oliveira; 30 июля 1878, Сан Педру ду Сул — 20 декабря 1960, Анташ) — португальский поэт, драматург, журналист; представитель течения неогарретизма (neogarretismo) в португальской литературе XX века и культурного движения Renascença Portuguesa (Ренашсенса португеза, Португальское возрождение). Гранд-офицер Португальского ордена Сантьяго (GOSE, 5.10.1934), и Португальского ордена Народного образования (GOIP, 26.8.1955).

## Биография и творчество
Окончил юридический факультет Коимбрского университета. Работал государственным чиновником, завоевал славу успешного автора в начале XX века, спустя годы был почитаем при режиме Антониу де Салазара.
Оливейра участвовал в культурном движении саудозизма, продвигавшегося журналом A Águia, органом общества Renascença Portuguesa после провозглашения Первой Португальской республики (1910). Сочинения 1900-х годов отражают неоромантическую тенденцию и несут воздействие саудозизма. Поэзия и драматические произведения удовлетворяли вкусы народа своей сентиментальностью, патриотическим подъёмом, христианским идеализмом, но к началу XXI века большое творческое наследие писателя почти забыто.
А. Ж. Сарайва и О. Лопеш отнесли А. С. де Оливейру к тем представителям саудозизма, которые отошли от течения и заняли более консервативную националистическую позицию. С 1914 года Оливейра почти полностью прекратил сотрудничество с журналом A Águia и вернулся к тому, с чего начинал — к традиционализму, частично приняв эстетику неогарретизма. В итоге Оливейра стал излюбленным автором монархистов и официальным поэтом режима, пришедшего к власти после военного переворота 1926 года.
Спустя десятилетия А. Ж. Сарайва и О. Лопеш удивлялись, как A Águia смог собрать вокруг себя авторов столь различных эстетических предпочтений — интуитивистов Тейшейру де Пашкуайша и Леонарда Коимбру, провинциального традиционалиста А. К. де Оливейру, эстета  А. Л. Виейру и иконоборцев М. де Са-Карнейру и Ф. Пессоа. Ответ крылся в эклектической неопределённости редакционной политики.